# Болховское княжество
Болховское княжество — удел, выделившийся из Карачевского княжества в конце XIV века.
Родоначальником Болховских князей считается Иван Андреевич (или Андрианович) Болх, сын Андрея (Андриана) Мстиславича Звенигородского, или Иван Святославич Болх, правнук Тита Мстиславича.
Около 1406 года литовцы разгромили Болховское княжество, а князья Болховские отъехали к великому князю Московскому на положение служилых князей.
Родовод Болховских князей до конца XV века (по родословным книгам) выглядит так: Иван Болх — Иван Адаш — Александр — Василий — Роман.